# ۲۴ ذی‌الحجه
۲۴ ذیحجه، ۲۴مین روز ماه ذیحجه در تقویم هجری قمری است.
در تقویم هجری قمری قراردادی این روز ۳۴۹مین روز سال است.

## وقایع
- ۱۰ ‐ واقعهٔ مباهله محمد پیامبر اسلام[۱]
- ۹ - نزول آیه تطهیر در شان پنج تن آل عبا
- ۱۰ - انگشتربخشی علی بن ابی‌طالب به فقیر، در حال رکوع
- روز مباهلهٔ پیامبر اسلام با مسیحیان نجران (۱۰ ق)

## درگذشتگان
- آیت‌اللَّه «مرتضی آشتیانی» رئیس حوزهٔ علمیهٔ مشهد (۱۳۶۵ ق)
- آیت اللَّه «حاج شیخ رضا مدنی کاشانی» مرجع و عالم برجستهٔ دینی (۱۴۱۲ق)
- علامه بحرالعلوم، دانشمند شهیر (۱۲۱۲ق)